# لئو لی (خواننده)
لئو لی (Chinese ; متولد ۲۷ ژوئیه ۱۹۹۳) بازیگر، خواننده، ترانه‌سرا و مجری تلویزیون چینی است.
لی در سال ۱۹۹۳ در چانگشا، استان هونان به دنیا آمد. پس از فارغ‌التحصیلی از دبیرستان یالی، وارد دانشگاه ووهان شد و در سال ۲۰۱۵ فارغ‌التحصیل شد در سال ۲۰۱۵، او به سیستم پخش هونان پیوست و مجری تلویزیون شد. در سال ۲۰۱۶، او اولین تک آهنگ خود «میگوی کوچک» را در ۲۷ ژوئیه ۲۰۱۷ منتشر شد. در سال ۲۰۱۷، او وارد حرفه بازیگری با اجرا در یک درام تلویزیونی با نام عشق و طعم را ببوس شد. بعدها او اولین فیلم خود را به نام مسخ‌های فانتزی بازی کرد.

## فیلم‌شناسی

### فیلم
| سال  | عنوان انگلیسی                            | عنوان چینی     | نقش       | یادداشت |
| ---- | ---------------------------------------- | -------------- | --------- | ------- |
| ۲۰۱۸ | هدف! دختران                              | 进击吧，少女！ | چی کران   | فیلم وب |
| ۲۰۲۲ | The Legend of Dugu: Additional Chapter I | 独孤天下之异瞳 | لیو لیهوا | فیلم وب |
| TBA  | دگردیسی فانتزی                           | 奇幻变型记     | لو چی     |         |

### فیلم کوتاه
| سال  | عنوان انگلیسی      | عنوان چینی   | نقش          | یادداشت |
| ---- | ------------------ | ------------ | ------------ | ------- |
| ۲۰۱۵ | بگذار عشق نفس بکشد | 让爱呼吸     | لین شیائوکسی |         |
| ۲۰۱۵ | خداحافظ معصومیت    | 再见吧，纯真 | لی شوون      |         |

### سریال تلویزیونی
| سال  | عنوان انگلیسی                                 | عنوان چینی     | نقش          | شبکه                    | یادداشت |
| ---- | --------------------------------------------- | -------------- | ------------ | ----------------------- | ------- |
| ۲۰۱۷ | ژنرال و من                                    | 孤芳不自赏     | خانم هوآ     | HBS: تلویزیون هونان     | کامئو   |
| ۲۰۱۷ | گل‌ها کاخ را پر کردند و زمان را از دست دادند   | 花落宫廷错流年 | نیان شووان   | ویدیو Tencent           | سری وب  |
| ۲۰۱۹ | عشق و مزه را ببوس                             | 亲·爱的味道    | لی فیلین     | JSBC: تلویزیون جیانگ سو |         |
| ۲۰۱۹ | وقتی شوی با مو ملاقات کرد – یک داستان عاشقانه | 水墨人生       | چنگ دانگنینگ | iQiyi                   | سری وب  |
| ۲۰۲۰ | عشق همه چیز است                               | 师爷请自重     | جیانگ موچون  | یوکو                    | سری وب  |
| ۲۰۲۱ | قلبم را بخندان                                | 扑通扑通喜欢你 | لو یائو      | iQiyi                   | سری وب  |
| ۲۰۲۱ | ایمان باعث بزرگی می‌شود                        | 理想照耀中国   | لیو جیائو    | HBS: تلویزیون هونان     |         |
| ۲۰۲۲ | لیگ تعقیب و گریز رؤیایی                       | 追梦者联盟     | نینگ جیکسین  | GRT: تلویزیون گوانگدونگ |         |
| TBA  | از طریق جمعیت برای در آغوش گرفتن تو           | 穿越人海拥抱你 | چنگ منمن     |                         |         |

## آهنگ‌شناسی

### نمایشنامه‌های تمدید شده
| عنوان                                  | جزئیات                                                              |
| -------------------------------------- | ------------------------------------------------------------------- |
| نفر چهارم (李莎旻子的日记本Ⅳ之第四人称 | - منتشر شده: ۲۷ ژوئیه ۲۰۲۲ - برچسب: EE-Media - فرمت: دانلود دیجیتال |

### تک آهنگ
| عنوان                                                            | سال  | آلبوم            |                   |      |  |
| ---------------------------------------------------------------- | ---- | ---------------- | ----------------- | ---- |  |
| عنوان                                                            | سال  | آلبوم            | "میگوی کوچک" 小虾 | ۲۰۱۷ |  |
| "بزرگ شدن" 放下                                                  | ۲۰۱۸ |                  |                   |      |  |
| "بدون کلمه، بدون کلمه" 无话，不说                                | ۲۰۱۹ | راز او           |                   |      |  |
| "چه کسی را می‌خواهی" 想要什么人                                   | ۲۰۱۹ | راز او           |                   |      |  |
| "شب پر ستاره" 星星                                               | ۲۰۱۹ | راز او           |                   |      |  |
| "خواب آلود هستم، اما نمی‌توانم به خواب بروم" 我很困，可是我睡不着 | ۲۰۲۰ | صفر لئو ۰        |                   |      |  |
| "فهرست سطل" 愿望清单                                             | ۲۰۲۰ | صفر لئو ۰        |                   |      |  |
| "در هشتمین روز هفته منتظرت هستم" 我在星期八等你                  | ۲۰۲۰ | صفر لئو ۰        |                   |      |  |
| "تنها" 阿聋                                                      | ۲۰۲۰ |                  |                   |      |  |
| "بدون جای مزاحم" 没有烦恼的地方                                  | ۲۰۲۱ | پیش‌بینی آب و هوا |                   |      |  |
| "Gurgles" 哗啦啦啦啦啦                                           | ۲۰۲۱ | پیش‌بینی آب و هوا |                   |      |  |
| "فقط یک"                                                         | ۲۰۱۳ |                  |                   |      |  |

### همکاری‌ها
| عنوان                                                                  | سال  | آلبوم                                           |
| ---------------------------------------------------------------------- | ---- | ----------------------------------------------- |
| "ستاره ها" 星辰 feat. هنرمندان مختلف                                   | ۲۰۱۶ |                                                 |
| "یک روز خوب" 终有一天 شاهیر. هنرمندان مختلف                            | ۲۰۱۶ |                                                 |
| "کوتاه‌ترین شاعر" (最短的诗 (شاهیر. ران هوانگ)                          | ۲۰۱۷ | گل‌ها کاخ را پر کردند و زمان OST را از دست دادند |
| "با این حال" 奈 (شاهیر. وانگ یی)                                       | ۲۰۱۸ | شهر مدفون برای خاموش کردن همه چراغ‌ها OST        |
| "جدی هستی" 此话当真 (شاهیر. ران هوانگ)                                 |      |                                                 |
| "نیم و نیم" 一半一半 (شاهیر. تان یو)                                   | ۲۰۲۱ |                                                 |
| "درخشش ببر شاد جوانان" 福虎耀青春(شاهیر. چن شیانگ‌شوی و فانگ شیائودانگ) | ۲۰۲۲ |                                                 |

### تیتراژ
| سال      | آلبوم                        | هنرمند     | آهنگ                                | متن آهنگ | متن آهنگ             | موسیقی | موسیقی        |
| سال      | آلبوم                        | هنرمند     | آهنگ                                | اعتبار   | با                   | اعتبار | با            |
| -------- | ---------------------------- | ---------- | ----------------------------------- | -------- | -------------------- | ------ | ------------- |
| سال ۲۰۱۶ | سپر رکورد                    | یون زیی    | "اگر"                               | آری      | —                    | آری    | ژیانگ هنگ فنگ |
| سال ۲۰۱۶ | Unofficially released single | ژو بیبی    | "به آینده خودم بنویسم"              | آری      | هانگ شیاونگ ژو بن هو | نه     | —             |
| سال ۲۰۱۷ | آهنگ عشق                     | ژانگ لیانگ | "هیچ کس نمی‌تواند پنیرم را حرکت دهد" | آری      | —                    | نه     | —             |
| سال ۲۰۱۸ | ۲۵                           | ننگ هوانیو | "باید فوق العاده باشد"              | آری      | ننگ هوانیو           | نه     | —             |
| سال ۲۰۱۹ | Non-album single             | یون زیی    | "میکروکوسم"                         | آری      | —                    | نه     | —             |

## نماهنگ
| سال  | عنوان                            | کاستار |
| ---- | -------------------------------- | ------ |
| ۲۰۱۴ | "زمان طولانی بدون دیدن" 好久不见 | ما که  |

## تئاتر
| سال  | عنوان انگلیسی    | عنوان چینی   | نقش           |
| ---- | ---------------- | ------------ | ------------- |
| ۲۰۱۶ | تابو بازی جوانان | 青春禁忌游戏 | نائوکو سوزوکی |
| ۲۰۱۸ | دوستت دارم       | 我AI你       | منگ جیانفی    |